# Linda Godwin
Linda Maxine Godwin (Cape Girardeau, 2 juli 1952) is een voormalig Amerikaans ruimtevaarder. Godwin haar eerste ruimtevlucht was STS-37 met de spaceshuttle Atlantis en vond plaats op 5 april 1991. Tijdens de missie werd de Compton Gamma Ray Observatory (CGRO) satelliet in een baan rond de aarde gebracht. Deze ruimtetelescoop maakt deel uit van het Great Observatories-programma.
Godwin maakte deel uit van NASA Astronaut Group 11. Deze groep van 13 astronauten begon hun training in juni 1985 en werden in juli 1986 astronaut. In totaal heeft Godwin vier ruimtevluchten op haar naam staan, waaronder een missie naar het Internationaal ruimtestation ISS en het Russische ruimtestation Mir. Tijdens haar missies maakte zij twee ruimtewandelingen. In 2010 verliet zij NASA en ging zij als astronaut met pensioen. 